# Temporada 1958-59 de los New York Knicks
La temporada 1958-59 fue la decimotercera de los New York Knicks en la NBA. La temporada regular acabó con 40 victorias y 32 derrotas, ocupando el segundo puesto de la división, clasificándose para los playoffs en los que perdió en semifinales de división ante Syracuse Nationals.

## Elecciones en elDraft
| Ronda | Puesto | Jugador      | Posición  | Nacionalidad   | Universidad    |
| ----- | ------ | ------------ | --------- | -------------- | -------------- |
| 1     | 3      | Mike Farmer  | Alero     | Estados Unidos | San Francisco  |
| 1     | 4      | Pete Brennan | Alero     | Estados Unidos | North Carolina |
| 2     | 11     | Joe Quigg    | Ala-Pívot | Estados Unidos | North Carolina |
| 4     | 27     | Johnny Cox   | Base      | Estados Unidos | Kentucky       |

## Temporada regular
| División Este         | División Este | División Este | División Este | División Este | División Este | División Este | División Este | División Este |
| Equipo                | G             | P             | %             | PD            | Casa          | Fuera         | Neutral       | Div           |
| --------------------- | ------------- | ------------- | ------------- | ------------- | ------------- | ------------- | ------------- | ------------- |
| x-Boston Celtics      | 52            | 20            | .722          | –             | 26–4          | 13–15         | 13–1          | 23–13         |
| x-New York Knicks     | 40            | 32            | .556          | 12            | 21–9          | 15–15         | 4–8           | 19–17         |
| x-Syracuse Nationals  | 35            | 37            | .486          | 17            | 17–9          | 7–24          | 8–7           | 14–22         |
| Philadelphia Warriors | 32            | 40            | .444          | 20            | 17–9          | 7–24          | 8–7           | 14–22         |

## Playoffs

### Semifinales de División
New York Knicks vs. Syracuse Nationals
| Fecha       | Partido                                     | Ciudad     |
| ----------- | ------------------------------------------- | ---------- |
| 13 de marzo | New York Knicks 123, Syracuse Nationals 129 | Nueva York |
| 15 de marzo | Syracuse Nationals 131, New York Knicks 115 | Syracuse   |
|             | Syracuse gana las series 2-0                |            |

## Estadísticas
| Rk | Jugador        | Edad | P  | PT | MP   | TC  | TCI  | %TC  | 3P | 3PI | %3P | TL  | TLI | %TL   | RO | RD | RT   | AS  | RB | TAP | BP | FP  | PTS  |
| 1  | Kenny Sears    | 25   | 71 |    | 35.2 | 6.9 | 14.1 | .490 |    |     |     | 7.1 | 8.3 | .861  |    |    | 9.3  | 1.9 |    |     |    | 3.3 | 21.0 |
| 2  | Richie Guerin  | 26   | 71 |    | 36.0 | 6.2 | 14.7 | .424 |    |     |     | 5.7 | 7.1 | .802  |    |    | 7.3  | 5.1 |    |     |    | 3.6 | 18.2 |
| 3  | Willie Naulls  | 24   | 68 |    | 30.3 | 6.0 | 15.8 | .378 |    |     |     | 3.8 | 4.6 | .830  |    |    | 10.6 | 1.5 |    |     |    | 3.4 | 15.7 |
| 4  | Carl Braun     | 31   | 72 |    | 27.2 | 4.0 | 9.5  | .420 |    |     |     | 2.5 | 3.0 | .826  |    |    | 3.5  | 4.8 |    |     |    | 2.5 | 10.5 |
| 5  | Ray Felix      | 28   | 72 |    | 22.1 | 3.6 | 9.7  | .371 |    |     |     | 3.2 | 4.5 | .713  |    |    | 7.9  | 0.7 |    |     |    | 3.8 | 10.4 |
| 6  | Frank Selvy    | 26   | 68 |    | 21.3 | 3.4 | 8.9  | .385 |    |     |     | 3.0 | 3.9 | .767  |    |    | 3.6  | 1.4 |    |     |    | 1.7 | 9.8  |
| 7  | Charlie Tyra   | 23   | 69 |    | 23.0 | 3.5 | 8.8  | .396 |    |     |     | 1.9 | 2.8 | .679  |    |    | 7.0  | 0.5 |    |     |    | 2.6 | 8.8  |
| 8  | Ron Sobie      | 24   | 50 |    | 17.1 | 2.9 | 8.0  | .360 |    |     |     | 2.2 | 2.7 | .842  |    |    | 3.1  | 1.6 |    |     |    | 1.7 | 8.0  |
| 9  | Jack George    | 30   | 25 |    | 19.8 | 2.5 | 6.9  | .358 |    |     |     | 1.7 | 2.0 | .824  |    |    | 3.3  | 2.2 |    |     |    | 2.0 | 6.6  |
| 10 | Mike Farmer    | 22   | 72 |    | 21.5 | 2.4 | 6.9  | .353 |    |     |     | 1.2 | 1.4 | .838  |    |    | 4.4  | 0.9 |    |     |    | 2.1 | 6.0  |
| 11 | Guy Sparrow    | 26   | 44 |    | 13.8 | 2.2 | 7.0  | .312 |    |     |     | 1.3 | 2.2 | .582  |    |    | 4.3  | 1.0 |    |     |    | 2.6 | 5.7  |
| 12 | Pete Brennan   | 22   | 16 |    | 8.5  | 0.8 | 2.7  | .302 |    |     |     | 0.9 | 1.6 | .560  |    |    | 1.9  | 0.4 |    |     |    | 0.9 | 2.5  |
| 13 | Jerry Bird     | 23   | 11 |    | 4.1  | 1.1 | 2.9  | .375 |    |     |     | 0.1 | 0.1 | 1.000 |    |    | 1.1  | 0.4 |    |     |    | 0.6 | 2.3  |
| 14 | Brendan McCann | 23   | 1  |    | 7.0  | 0.0 | 3.0  | .000 |    |     |     | 0.0 | 0.0 |       |    |    | 1.0  | 1.0 |    |     |    | 1.0 | 0.0  |

## Galardones y récords
| Jugador       | Galardón                    |
| Richie Guerin | 2º Mejor quinteto de la NBA |